# 林灵素

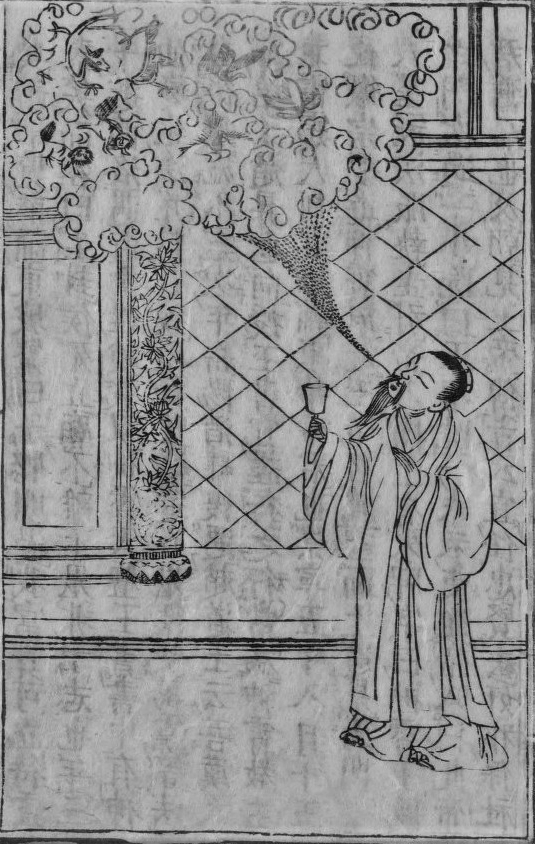
明王世貞輯《有象列仙全传》中的林灵素

林灵素（1077年—1121年），初名靈噩，一作靈蘁，字岁昌，一說字通叟，宋徽宗赐号通真达灵先生，加号元妙先生、金门羽客。温州永嘉人，北宋末道士，道教神霄派的核心人物，亦是宋徽宗崇道滅佛事件的直接引起者。

## 生平
熙寧十年（1077年）出生。少時出家為僧，後因偷喝酒，被師父鞭打，遂棄佛從道，游淮四間。自称曾遇汉天师张陵弟子趙升，授以《神霄天坛玉书》，學得法術，“皆有神仙变化法，言兴云致雨，符咒驱遣下鬼，役使万灵”。林灵素在楚州，與僧侶慧世發生口角，而引發其毀佛的思想。宋徽宗笃信道教，下诏求天下有道之士。政和六年（1116年）左道箓徐知常荐于徽宗。因會法術而得寵於宋徽宗，賜號通真達靈先生。宣和元年（1119年），林靈素建議宋徽宗「夷夏之辯」，下詔稱佛教乃“胡教，雖不廢，而猶為中國禮義之害，故不可不革。”宣和元年（1119年）正月下詔，改佛為道，又杖殺京師僧侶七人。
林灵素利用徽宗的昏庸迷信，勾结蔡京、童贯之辈奸臣，排斥异己，尽情享乐，使政治更趋腐化。他依其特殊地位，干预政治，“妄议迁都，妖惑圣听，改除释教，毁谤大臣”。引起佛教及其信徒的不满，以及儒生朝臣的反对，促使政局动荡，社会不安。他排斥同道，害死同朝道士金门羽客王允诚。《能改斋漫录》记载有一道者听林灵素讲经，怒目而前，敢于向他挑战。
宣和元年（1119年）五月，京師大水，黿鼉被水沖出院舍，徽宗詔林靈素率道士治水，多日無效，林靈素遭役夫舉梃而擊打，徽宗始知其為眾所怨。灵素又因妄议迁都、甚至與太子、諸王爭道，宣和元年十一月触帝怒，以為太虛大夫，被斥還鄉温州（今浙江溫州）。宣和三年（1121年）卒，去世前，弟子皇城使張如晦隨行。曾注《老子》。著有《歸正議》九卷。

## 延伸阅读
[在维基数据编辑]
 《宋史·卷462》，出自脱脱《宋史》